# Севен (коммуна)
Севе́н (фр. Sewen) — коммуна на северо-востоке Франции в регионе Гранд-Эст (бывший Эльзас — Шампань — Арденны — Лотарингия), департамент Верхний Рейн, округ Тан — Гебвиллер, кантон Мазво. До марта 2015 года коммуна в составе кантона Мазво административно входила в округ Тан.
Площадь коммуны — 21,5 км², население — 531 человек (2006) с тенденцией к стабилизации: 529 человек (2012), плотность населения — 24,6 чел/км².

## Население
Численность населения коммуны в 2011 году составляла 531 человек, а в 2012 году — 529 человек.
| 1962 | 1968 | 1975 | 1982 | 1990 | 1999 | 2005 | 2006 | 2008 | 2010 | 2011 | 2012 |
| ---- | ---- | ---- | ---- | ---- | ---- | ---- | ---- | ---- | ---- | ---- | ---- |
| 622  | 604  | 552  | 516  | 539  | 530  | 531  | 531  | 533  | 533  | 531  | 529  |

Динамика населения:

## Экономика
В 2010 году из 366 человек трудоспособного возраста (от 15 до 64 лет) 271 были экономически активными, 95 — неактивными (показатель активности 74,0 %, в 1999 году — 71,5 %). Из 271 активных трудоспособных жителей работали 247 человек (137 мужчин и 110 женщин), 24 числились безработными (15 мужчин и 9 женщин). Среди 95 трудоспособных неактивных граждан 18 были учениками либо студентами, 41 — пенсионерами, а ещё 36 — были неактивны в силу других причин.
На протяжении 2011 года в коммуне числилось 199 облагаемых налогом домохозяйств, в которых проживало 528 человек. При этом медиана доходов составила 19807 евро на одного налогоплательщика.

## Достопримечательности (фотогалерея)

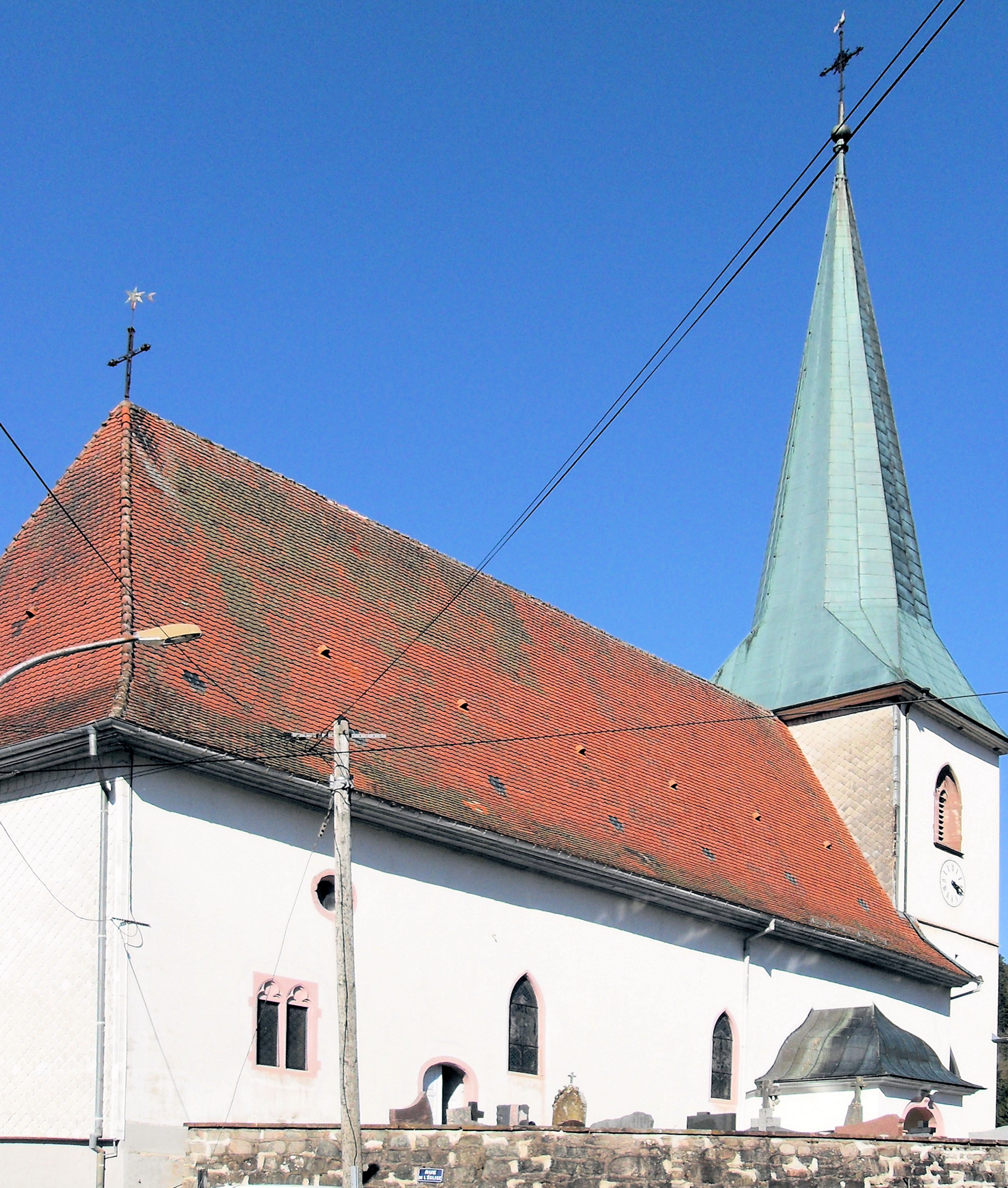
Церковь
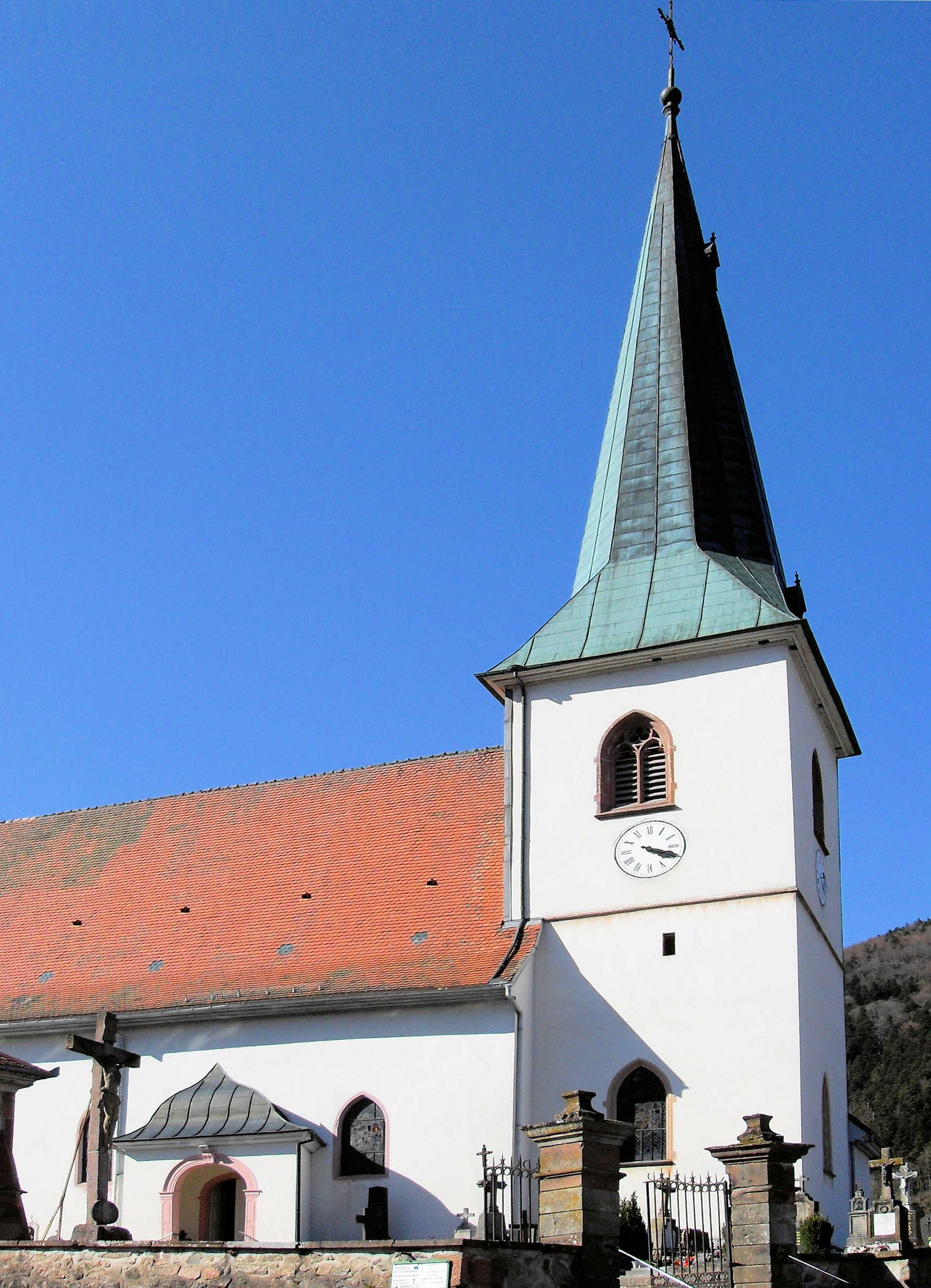
Колокольня
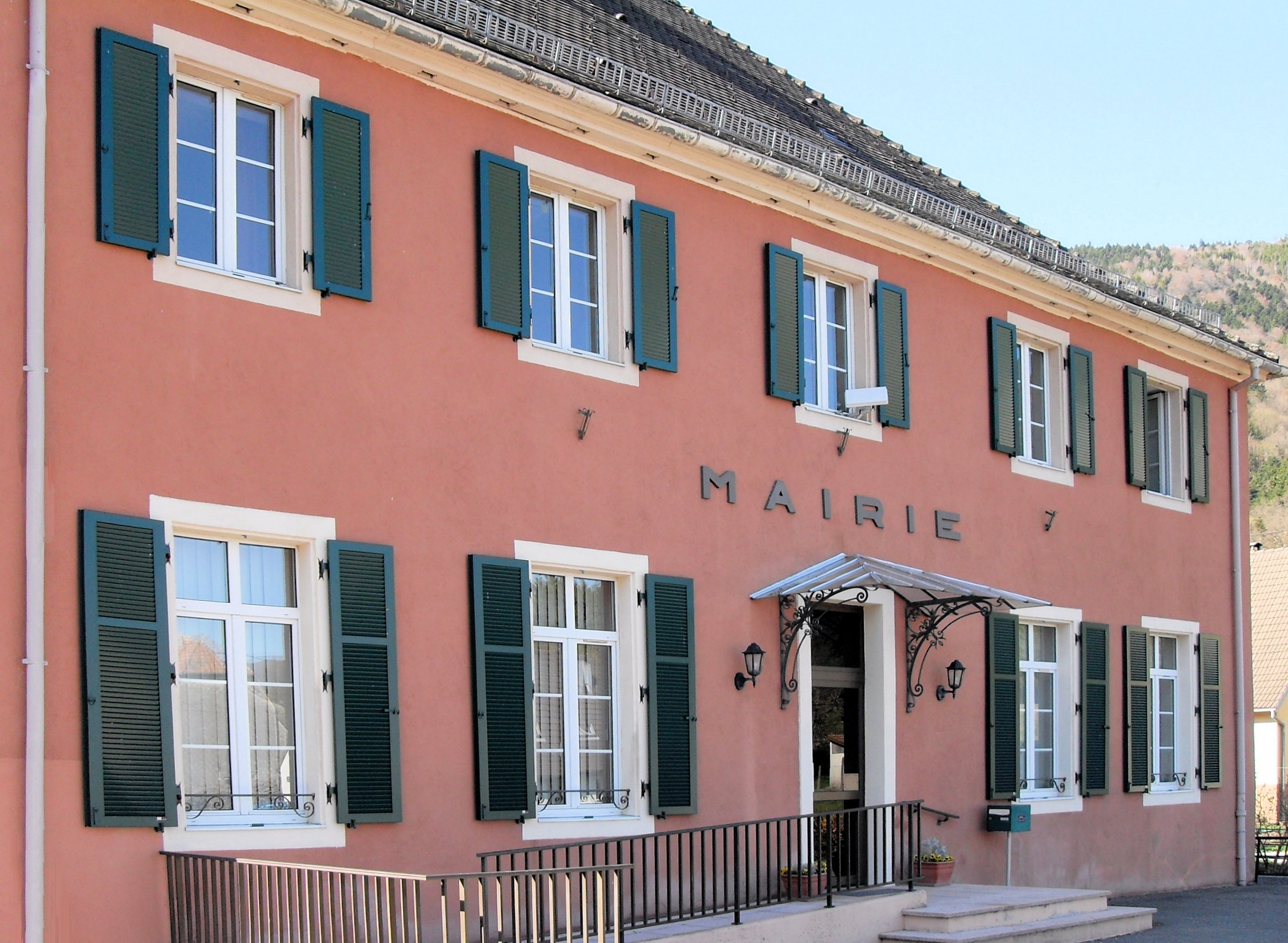
Здание мэрии